# Fusiterga gallarum
Fusiterga gallarum är en stekelart som beskrevs av Boucek 1988. Fusiterga gallarum ingår i släktet Fusiterga och familjen puppglanssteklar. Inga underarter finns listade i Catalogue of Life.